# Amphitretinae
Amphitretinae zijn een onderfamilie van inktvissen uit de orde der Octopoda. 

## Taxonomie
De volgende taxa zijn bij de onderfamilie ingedeeld:
- Geslacht Amphitretus Hoyle, 1885